# ROMAN REVOLUTION
「ROMAN REVOLUTION」（ロマン・レボリューション）は、ダウトのメジャー1枚目のシングル。2011年7月27日に徳間ジャパンコミュニケーションズから発売された。

## 解説
ダウトのメジャーデビューシングルである。
初回限定寿盤と初回限定魁盤にはDVD付き。
通常盤にはボーナストラックが収録されている。

## 収録曲

### 初回限定盤寿/魁
CD
1. ROMAN REVOLUTION
2. 蛍火

DVD (寿)
1. ダウト自作自演 LAST INDIES TOUR 【絆-kizna-】 IN 台湾 ライブ映像
2. 【絆-kizna-】 IN 台湾 滞在記
3. ROMAN REVOLUTION (制作オフショット)
4. シャングリラ (メンバーマルチアングル) (2011年5月5日ダウト自作自演 LAST INDIES TOUR 【絆-kizna-】 at 渋谷C.C.Lemonホール).収録。

DVD (魁)
1. ROMAN REVOLUTION (MUSIC CLIP)
2. バラエティーメイキング
3. ONE (スペシャル魁バージョン) (2011年5月5日ダウト自作自演 LAST INDIES TOUR 【絆-kizna-】 at 渋谷C.C.Lemonホール).収録。

### 通常盤
1. ROMAN REVOLUTION
2. 蛍火
3. バラ色の人生